# Ґрещук Василь Васильович
Василь Васильович Ґрещук (2 червня 1949, с. Старі Кривотули, Тисменицький район, Івано-Франківська область — 11 квітня 2025, місто Івано-Франківськ) — український мовознавець, доктор філологічних наук з 1993, професор з 1994. Завідувач кафедри української мови Прикарпатського національного університету імені Василя Стефаника.

## Життєпис
Василь Ґрещук народився 2 червня 1949 року в селі Старі Кривотули Тисменицького району на Івано-Франківщині у сім'ї Ганни й Василя Ґрещуків. З 1955 по 1966 рік навчався в місцевій восьмирічці, а згодом в Отинійській середній школі. Закінчив 1970 Івано-Франківський педагогічний інститут. Працював учителем української мови та літератури на Рівненщині та Івано-Франківщині.
З 1976 — в Івано-Франківському педагогічному інституті (тепер Прикарпатський національний університет імені В. Стефаника): викладач, а з 1992 до 2023 року — завідувач кафедри української мови; одночасно з 1996 — директор Інституту українознавства цього університету.
За наукові досягнення в галузі українознавства удостоєний премії імені В.Стефаника та Почесної грамоти імені Президента НТШ Михайла Грушевського Наукового товариства імені Шевченка в Америці.

## Праці
Основні праці:
- «Український відприкметниковий словотвір» (1995),
- «Василь Стефаник — художник слова» (1996, у співавт.),
- «Євген Желехівський у національно-культурному відродженні України» (1999, у співавт.).

Як редактор-упорядник опублікував ряд збірників українознавчих матеріалів:
- «Просвіта, історія, постаті, чин» (1993),
- «Українознавство: документи, матеріали, раритети»,
- «Українська мова: навчально-методичні та виховні аспекти» (обидва — 1999),
- «Українська мова у світі» (2000),
- «Актуальні проблеми українського словотвору» (2002).

Наукові публікації
1. Ґрещук В.В. З досвіду роботи над діалектизмами / В.В. Ґрещук // Українська мова і література в школі. — 1974. — №4. — С.67-68.
2. Ґрещук В.В. Взаємозв'язок української і російської мов у галузі абстрактної лексики / В.В. Ґрещук // Науково-технічний прогрес і мова: тези респ.наук.конф. — Житомир, 1976. — С.62-67.
3. Ґрещук В.В. Про історію словотвору українських іменників на -ість/-ость/, мотивованих прикметниками з суфіксом -н- / В.В. Ґрещук // Українське мовознавство. — Київ : Вид-во КДУ, 1977. — Вип.5. — С.62-67.
4. Ґрещук В.В. Спільнокореневі іменники на -ість, -она, -ина, -изна / В.В. Ґрещук // Мовознавство. — К., 1977. — №2. — С.27-32/ 1978
5. Ґрещук В.В. Спостереження над лексикою сучасного студентського жаргону / В.В. Ґрещук // Проблеми дослідження діалектної лексики і фразеології української мови : тези доп. — Ужгород, 1978. — С .16-17.
6. Ґрещук В.В. Дериваційна здатність прикметникових основ в утворенні українських іменників на -ість / В.В. Ґрещук // Питання словотвору. — К.: Вища школа, 1979. — С .124-131.
7. Ґрещук В.В. Історія словотвору українських відприкметникових іменників на -ство, -ота, -ина, -изна в порівнянні з російськими / В.В. Ґрещук // Вісник Львівського державного університету. Серія філології. — Львів: Вид-во ЛДУ, 1979. — Вип. 11 : Проблеми типологічного дослідження східнослов'янських мов радянського періоду. — С.71-76.
8. Ґрещук В.В. Історія словотвору українських абстрактних іменників на -ість/-ость/ у порівнянні з російськими / В.В. Ґрещук // Дослідження з граматики і граматичної стилістики української мови : збірник наукових праць. — Дніпропетровськ, 1980. — С.73-79.
9. Ґрещук В.В. Термінізація абстрактних іменників української мови (в порівнянні з російськими) / В.В. Ґрещук // Науково-технічний прогрес і проблеми термінології. : тези доповідей Республіканської конференції (Льві в, травень 1980 р.). — К., 1980. — С.70-71.
10. Ґрещук В.В. Історичний розвиток словотвірної структури українських іменників на -ість(-ость) / В.В. Ґрешук // Мовознавство. — К., 1981. — №3. — С.60-66.
11. Ґрещук В.В. Напруга — напруження — напруженість / В.В. Ґрещук // Культура слова: Респ. міжвід. зб. — К.: Наук.думка, 1983. — Вип.24. — С.80-81.
12. Ґрещук В.В. Порівняння в українських південно-західних говорах / В.В.Ґрещук // Структура і розвиток українських говорів на сучасному етапі: XV Республіканська діалектологічна нарада: Тези доповідей і повідомлень. — Житомир, 1983. — С. 150-151.
13. Ґрещук В.В. Семантичні зв’язки між іменниками на -ість і їх твірними словами в сучасній українській мові / В.В. Ґрещук // Словотвірна семантика східнослов'янських мов: Збірник наукових статей. — К.: Наукова думка, 1983. — С.113-120.
14. Ґреш ук В.В. Спільнокореневі девербативи на -ба, -ння в сучасній українській мові / В.В. Ґрещук // Українське мовознавство : Респ. міжвід. з б .— К.: Вид-во КДУ, 1983. — Вип.11. —С.44-50.
15. Ґрещук В.В. Стилістичні функції засобів словотвору в художній прозі Марка Вовчка / В.В. Ґрещук // Тези доповідей і повідомлень республіканської наукової конференції, присвяченої 150-річчю з дня народження Марка Вовчка. — Вінниця: Вид-во ВДПІ.1983. — С.95-96.
16. Ґрещук В.В. Стилістичні функції засобів словотвору в прозі Ю.Федьковича / В.В. Ґрещук // Ю. Федькович тези доповідей Республіканської наукової конференції, присвяченої 150-річчю з дня народження видатного письменника-демократа і громадського діяча Ю.Федьковича (18-20 жовтня 1984 р.). — Чернівці, 1984. — С.232-233.
17. Ґрещук В.В. Поняття словотвірної парадигми в сучасній дериватології /В.В. Ґрещук/ / Мовознавство. — 1985.— № 1 .— С.21-27.
18. Ґрещук В.В. 0 .0. Потебня про генезу й розвиток логіко-мовної категорії якості / В.В. Ґрещук // Творча спадщина 0 .0 . Потебні й сучасні філологічні науки (до 150-річчя з дня народження 0 .0. Потебні): тези республіканської наукової конференції. — Харків, 1985. — С.28-30.
19. Ґрещук В.В. Семантико-словотвірна структура українських спільнокореневих деад'єктивів на -інь, -ість, -ота, -ина, -изна / В.В. Ґрещук // Дослідження з словотвору та лексикології / За ред. І.С. Олійник. — К.: Вищашк., 1985.— С.30-34.
20. Ґрещук В.В. Типологія мовних привітань і прощань у творах І. Карпенка-Карого / В.В. Ґрещук // І. Карпенко-Карий — видатний драматург, актор, громадський діяч: тези наукової конференції, присвяченої 140-річчю від дня народження письменника. — Кіровоград, 1985. — С.177-178.
21. Ґрещук В.В. Дериваційний потенціал прикметників на позначення кольору в сучасній українській мові / В.В. Ґрещук // Мовознавство. — К., 1986. — № 2. — С.23-30.
22. Ґрещук В.В. Рец.на: Сікорська 3. Українсько-російський словотворчий словник. — К.: Рад.шк., 1985. — 188 с. / В.В. Ґрещук // Українська мова і література в школі. — К., 1986. — №10. — С.77-78.
23. Ґрещук В.В. І. Франко в боротьбі за єдність української літературної мови / B.В. Ґрещук // Іван Франко — письменник, мислитель, борець за дружбу міжнародами: тези доповідей обласної наукової конференції, присвяченої 130-річчю від дня народження Великого Каменяра. — Ів.-Франківськ, 1986. — C.93-94.
24. Ґрещук В.В. Валентність якісних прикметників і структура їх словотвірних парадигм / В.В. Ґрещук // Семантика мови і тексту. — Кіровоград, 1987. — С.297-298.
25. Ґрещук В.В., Невідомська Л.М. Про укладання словника мови художніх творів В.С. Стефаника / В.В. Ґрешук // Тези обласної науково-практичної конференції, присвяченої 325-річчю заснування міста Івано-Франківська. — Івано-Франківськ, 1987. — С.99-101.
26. Ґрещук В.В. Питання нормалізації української мови в епістолярній спадщині І.С. Нечуя-Левицького / В.В. Ґрещук // Творча індивідуальність І.С. Нечуя-Левицького і літературний процес: Збірник тез доповідей і повідомлень республіканської наукової конференції, присвяченої 150-річчю з дня народження письменника. — Черкаси, 1988. — С.96-98.
27. Ґрещук В.В. Наукові засади словника мови художніх творів В. Стефаника / В.В. Ґрещук // 50 років возз'єднання Західної України з Радянською Україною в складі Союзу РСР: тези обласної історико-краєзнавчої наукової конференції. — Івано-Франківськ, 1989. —С.85-87.
28. Ґрещук В.В. Універбація в лексиці української народно-розмовної мови / В.В. Ґрещук // Науково-технічна революція і сучасні процеси розвитку лексики української народно-розмовної мови: тези доповідей республіканської конференції. — Ужгород, 1989. — С.45-46.
29. Ґрещук В.В. До питання про словотвір прикметників на -о / В.В. Ґрещук // Мовознавство. — 1990. — №2. — С. 38-42.
30. Ґрещук В.В. Словотвірна парадигма як типологічна одиниця діалектного словотвору / Проблеми української діалектології на сучасному етапі. — Житомир, 1990. — С.91-92.
31. Ґрещук В.В. Словотвірне значення як один із компонентів смислової сфери мови / В.В. Ґрещук // Метеріали міжвузівської наукової конференції «Семантика мови і тексту» : в 3-х чч. —Івано-Франківськ : вид-во 1ФДПІ, 1990. — 4.2. — С.38-42.
32. Ґрещук В.В. Деякі питання словотвірного значення / В.В. Грещук // Мовознавство. — К., 1991. — 33. — С.34-41.
33. Ґрещук В.В. Особливості словотвірних мотивацій прикметниками / В.В.Ґрещук // Словотвірна і семантична структура української лексики: Методичні республіканські читання, присвячені пам'яті засновника дериватологічної школи на Україні проф. І. Ковалика : Тези доповідей. — Львів, 1991. — С.36-37.
34. Ґрещук В.В. Роль І. Франка у збагаченні лексики української літературної мови / В.В. Ґрещук // Іван Франко і національне відродження: тези республіканської наукової конференції. —Львів, 1991. — С.166-169.
35. Ґрещук В.В. Словотвір і художній текст (на матеріалі новел В. Стефаника) /В.В. Ґрещук // Василь Стефаник і українська культура : тези : у 2-х ч. — Івано-Франківськ, 1991. — 4.2. — С.21 -23.
36. Ґрещук В.В. Структура словотвірних значень відприкметникових утворень у сучасній українській мові / В.В. Ґрещук // Українське мовознавство. — К.: Вид-во КДУ. 1991. — Вип. 18, — С.51-58.
37. Ґрещук В.В. Мова як засіб національного самозбереження в лінгвістичній концепції І.Огієнка / В.В. Ґрещук // Іван Огієнко і иаціонально-духовне відродження України: матеріали наукової конференції, присвяченої 110-й річниці від дня народження видатного українського вченого, політичного, громадсько-культурного і релігійного діяча Івана Огієнка. — Івано-Франківськ, 1992.— С.6-9.
38. Ґрещук В. Популярно про словотвір. Рец.на: Клименко Н.Ф. Як народжується слово. — К.: Рад.шк., 1991. — 288 с. / В.В. Ґрещук // Мовознавство. — К., 1992. — №3. — С.73-74.
39. Ґрещук В.В. Проблеми вивчення дериватології у вузі й середній школі / В.В. Ґрещук // Сучасні аспекти дослідження граматики української мови і лінгвометодичні основи викладання шкільного курсу : матеріали Всеукраїнської наукової-практичної конференції. — Полтава, 1992. — С.88-89.
40. Ґрещук В.В. Проблеми дослідження мови художніх творів Богдана Лепкого / В.В. Ґрещук // Богдан Лепкий — письменник, учений, митець : матеріали наукової конференції, присвяченої 120 річчю від дня народження Богдана Лепкого. — Івано-Франківськ, 1992. — С .123-124.
41. Ґрещук В.В. Словотворча спроможність слова «козак» в українській мові / В.В. Ґрещук // 500-річчя українського козацтва і Галичина: матеріали міжвузівської науково-теоретичної конференції. — Івано-Франківськ, 1992. — С. 121-123.
42. Ґрещук В.В. Словотворчий потенціал прикметників на позначення внутрішніх якостей людини / В.В. Ґрещук II Мовознавство. — К., 1992. — № 3. — С.8-15.
43. Ґрещук В.В., Кононенко В.І. Активізація західноукраїнського варіанту в розвитку літературної мови доби О.Духновича / В.В. Ґрещук, В.І. Кононенко // О.В.Духнович і слов'янський світ. — Ужгород, 1993. — С.73-74.
44. Ґрешук В.В., Кононенко В.І. Омелян Огоновський в оцінці Івана Франка /В.В. Ґрещук, В.І. Кононенко // «Просвіта»: Історія, постаті, чин / За ред. В. Ґрещука. — Івано-Франківськ: ІФОТУМ «Просвіта», 1993. — С.64-69.
45. Ґрешук В.В. Основоцентричний аспект дослідження словотвору / В.В.Ґрещук // Семантика мови і тексту: матеріали Міжнародної конференції: В 3-х ч. — Івано-Франківськ : Вид-во Прикарпат.ун-ту, 1993. — Ч.ІІ. — С.36-37.
46. Ґрешук В.В. Реалізація словотворчого потенціалу прикметниками на позначення смаку / В.В. Ґрещук // Актуальні проблеми словотвору української мови: матеріали наукових читань, присвячених пам'яті професора Івана Ковалика. — Тернопіль, 1993. — С.7-10.
47. Ґрещук В.В. Типологія відприкметникового словотвору в сучасній українській мові : Автореф. дис. ... докт. філол.наук / В.В. Ґрещук. — Київ, 1993, — 36 с.
48. Ґрешук В.В. Особливості структурування словотвірних парадигм / В.В.Ґрещук // Словотвір як вияв динаміки мови : матеріали наукової конференції «Словотвір як вияв динаміки мови». — Львів, 1994. — С.64-65.
49. Ґрещук В.В. Іван Ковалик і розвиток сучасної української дериватології / В.В. Ґрешук // Актуальні проблеми українського словотвору: матеріали ІІІ-іх наукових читань, присвячених пам'яті професора Івана Ковалика / Відп.ред. Ґрещук В. — Івано-Франківськ: Плай, 1995. — С.3-5.
50. Ґрещук В.В. Нове про словотвір / В.В. Ґрещук // Обрії. — Івано-Франківськ, 1995,— № 2, — С.31.
51. Ґрещук В.В. Спільноосновні деад'єктивні іменники з предметним значенням / В.В. Ґрещук // Вісник Прикарпатського університету. Серія: Філологія. — Івано-Франківськ: Плай, 1995. — Вип.І.— С.74-81.
52. Ґрещук В. Український відприкмегниковий словотвір / В.В. Ґрещук. — Ів.-Франківськ: Плай, 1995. — 206 с. Рец.: Клименко Н. Основоцентричне бачення словотвору // Мовознавство. — 1998. — № 1 — С.67-69.
53. Ґрещук В., Кононенко В., Хороб С. та ін. Василь Стефаник — художник слова / В.В. Грещук, В.І. Кононенко, С.І. Хороб [таін.]. — Івано-Франківськ: Плай, 1996. — 270 с.
54. Ґрещ ук В.В. Нове про словотвір / В.В. Ґрещук // Обрії. — Івано-Франківськ, 1996. — №1. — С.21-22.
55. Ґрещук В.В. Головні аспекти досліджень в галузі українознавства / В.В.Ґрещук // Українознавство у педагогічному процесі освітніх установ / Ред. Р.Скульський, В. Костів. — Івано-Франківськ, 1997. — С .І8-24.
56. Ґрещук В.В. Лінгвістичне стефаникознавство: здобутки і перспективи / В. В. Ґрещук // Краківські Українознавчі Зошити / Краків, 1998. С. 47-61.
57. Ґрещук В.В. Лінгвістичні дані в дослідженнях Ярослава Пастернака княжого Галича / В.В. Ґрещук // Галич і Галицька земля в державотворчих процесах України. — Івано-Франківськ — Галич: Плай, 1998. — С.198-202.
58. Ґрещук В.В. Поетична творчість Івана Франка і розвиток лексики української літературної мови кінця XIX — початку XX ст. / В.В. Ґрещук // Іван Франко — письменник, мислитель, громадянин. — Львів: Світ, 1998. — С.686-690.
59. Ґрещук В.В. Українознавство : науково-педагогічний пошук триває / В.В.Ґрещук // Обрії. — Івано-Франківськ, 1998. — №1. — С.30.
60. Ґрещук В.В., Ґрещук О.Б. Відомості про текстотворчі функції словотвору в шкільному курсі мови / В.В. Ґрещук, О.Б. Ґрещук // Обрії. — Івано-Франківськ, 1999. — №1. — С.53-54.
61. Ґрещук В.В. Лексикалізація словотворчих афіксів / В.В. Ґрещук // Вісник Прикарпатського університету. Серія : Філологія. — Івано-Франківськ: Плай, 1999. — Вип.ІУ. — С .136-143.
62. Ґрещук В. В. Переднє слово /В .В . Ґрещук // Українознавство: документи, матеріали, раритети. — Івано-Франківськ: Плай, 1999. — С.3-4.
63. Ґрещук В.В. Словотвір і функціоналізм / В.В. Ґрещук // Ономастика і апелятиви (проблеми словотвірної дериватології). — Дніпропетровськ, 1999. — Вип.7. — С.60-64.
64. Ґрешук В.В. Українська мова в Галичині першої пол. XIX ст. / В.В. Ґрещук // Українознавчі студії. — Івано-Франківськ, 1999. — №1. — С.3-12.
65. Ґрещук В.В. Українська мова: стан і перспективи / В.В. Ґрещук // Україна: державність, історія, перспективи. — Івано-Франківськ: Плай, 1999. — С. 164-170.
66. Ґрешук В.В. Мова в історіософській концепції Юрія Липи / В.В. Ґрещук // Українознавчі студії. — Івано-Франківськ, 2000. — №2. — С.3-7.
67. Ґрещук В.В. Мова як засіб національної консолідації / В.В. Ґрещук // Українська мова в освіті. — Івано-Франківськ: Плай, 2000. — С.96-108.
68. Ґрешук В.В. Мовні особливості краю / В.В. Ґрещук // Рідний край — Прикарпаття. — Івано-Франківськ : Плай, 2000. — С.204-210.
69. Ґрещук В.В. Оказіональне слововживання в поезії Богдана-Ігоря Антонича / В.В. Ґрещук // \Уаг$2а'лзкіе 2езгуїу Цкгаіпогпамсге X. — \Уагз2а\уа, 2000. — 8.209-224.
70. Українська мова в освіті /[ред.-упоряд. В.Кононенко, В.Ґрещук. — Івано-Франківськ : Плай, 2000. — 286 с.
71. Ґрещук В.В. Гуманітарні процеси в суспільстві і мовна політика держави / В.В. Ґрещук // Державна політика в гуманітарній сфері. — Івано-Франківськ : Плай, 2001. — С.52-57.
72. Ґрещук В. Рец. на: Кочерган М. Вступ до мовознавства. — К : Академія, 2000 / В.В. Ґрещ ук/ / Мовознавство. — К., 2001. — № 4 . — С.68-71.
73. Ґрещук В.В. Гуцульський діалект у мові української художньої літератури / В.В.Ґрещук // Українознавчі студії. — 2001. — №3. — С.3-10.
74. Ґрещук В.В. Релігійно-християнський чинник в історії української мови / В.В.Ґрещук // Варшава, 2001,— 8.89-101.
75. Ґрещук В.В. Рідна мова як засіб національної самоідентифікації та збереження культурної самобутності закордонного українства / В.В.Ґрещук // У майбутнє — в ім'я України: матеріали III Всесвітнього форуму українців. — К., 2001. — С.74-78.
76. Ґрещук В.В. Проблема розвитку української літературної мови в Галичині середини XIX ст. / В.В. Ґрещук // Вісник Прикарпатського університету. Серія: Філологія. — Ів.-Франківськ, 2001. — Вип. VI. — С.11-27.
77. Ґрещук В.В. Лексика новел Василя Стефаника: кількісний аналіз // Шевченко. Франко. Стефаник матеріали Міжнародної наукової конференції. — Івано-Франківськ: Плай, 2002. — С.276-285.
78. Ґрещук В.В. «Малоруско-німецкий словар» Є.Желехівського і С.Недільського в історії українсько-німецької лексикографії / В.В. Ґрещук // Сівач духовності: збірник спогадів, статей і матеріалів, присвячений професору Володимирові Полєку. — Івано-Франківськ: Плай, 2002. — С.І 29-140.
79. Ґрещук В.В. Основоцентрична дериватологія: історія, стан, перспективи / В.В. Ґрещук // Актуальні проблеми українського словотвору. — Івано-Франківськ: Плай, 2002. — С.68-78.
80. Ґрещук В.В. Переднє слово / В.В. Ґрещук II Актуальні проблеми українського словотвору. — Івано-Франківськ: Плай, 2002. — С.5-6.
81. Ґрещук В.В. Проблема розвитку української літературної мови в Галичині середини XIX ст. / В.В. Ґрещук // Мовознавство : доповіді та повідомлення на IV Міжнародному конгресі україністів. — К.: Пульсари, 2002. — С.233-237.
82. Ґрещук В. Гуцульський діалект у мові української художньої літератури / В.В. ґрещук // Криворівня. — Ів.-Франківськ, 2003. — С.21-33.
83. Ґрещук В.В. Дериваційна спроможність українських прикметників у порівнянні з польськими / В.В. Ґрещук // Люблін, 2003. — 8.69-76.
84. Ґрещук В.В. Іван Ковалик як дериватолог / В.В. Ґрещук // Збірник праць і матеріалів на пошану професора Івана Ковалика. — Львів, 2003. — С.7-13.
85. Ґрещук В.В. Найменування головних уборів на Прикарпатті / В.В. Ґрещук // Етнос і культура. — Івано-Франківськ, 2003. — №1. — С.79-82.
86. Ґрещук В.В. Роль Галичини в розвитку української і польської літературних мов др. пол. XIX — поч. XX ст. / В.В. Ґрещук II. Варшава, 2003. — 8.438-443.
87. Ґрещук В.В. Ще раз про словотвірну категорію / В.В. Ґрещук // Вісник Прикарпатського університету. Серія : Філологія. — Івано-Франківськ: Плай. 2003. — Вип.УІІІ. — С.61-63.
88. Ґрещук В.В. Відприкметникові утворення / В.В. Ґрещук // Українська мова: енциклопедія / 2-е вид., випр. і доп. — К. : Вид-во «Укр.енциклопедія» ім. М.П. Бажана, 2004. — С.79-80.
89. Ґрещук В.В. Живий вогонь слова (штрихи до мовного портрета Степана Пушика) / В.В. Ґрещук // Слово і доля: збірник на пошану письменника, професора Степана Пушика. — Івано-Франківськ : Плай, 2004. — С .128-139.
90. Ґрещук В.В. Лінгвістичне стефаникознавство: здобути і перспективи / В.В. Ґрещук // Функціонально-комунікативні аспекти граматики і тексту. — Донецьк: ДонНУ, 2007. — С.203-214.
91. Ґрещук В.В. Назви абстрагованих ознак / В.В. Ґрещук // Українська мова: енциклопедія / 2-е вид., випр. і доп. — К.: Вид-во «Укр.енциклопедія» ім. М.П. Бажана, 2004. — С.391.
92. Ґрещук В.В. Твірна основа як типологізувальний чинник у дериватології. Оломоуц, 2004. — с.37-42.
93. Ґрещук В. Б о й к ів с ьк и й діалект у ранній творчості Івана Франка / В.В. Ґрещук // Етнос і культура. — Івано-Франківськ, 2005-2006. — №2-3. — С.20-23.
94. Ґрещук В.В. Внесок польських мовознавців XX ст. у розвиток лінгвістичної україністики / В.В. Ґрещук // Варшава, 2005. — 8.328-335.
95. Ґрещук В.В., Корягіна В.В. Гуцульський діалект у творчості Онуфрія Манчука / В.В. Ґрещук, В.В. Корягіна // Вісник Прикарпатського університету. — Серія : Філологія. — Вип.ІХ-Х. —Івано-Франківськ: Плай, 2005. — С.54-61.
96. Ґрещук В.В. Прикметники в сучасній українській мові: словотворча спроможність / В.В. Ґрещук // Українознавчі студії. — Івано-Франківськ, 2005-2006. — №6-7. — С .З-16.
97. Ґрещук В.В. Виокремлення і лексикалізація словотворчих формантів як текстотворчий засіб / В.В. Ґрещук // Історія та сучасний стан функціонування граматичної системи української мови На пошанування академіка А.П Грищенка з нагоди його 70-річчя. — Черкаси, 2006. — С.33-41.
98. Ґрещук В.В., К ононенко В.І., Лесюк М.П. та ін. Етнос. Соціум. Культура : Регіональний аспект / Відп.ред. В.І.Кононенко. — К. — Івано-Франківськ : ВДВ ЦІТ ПНУС, 2006. — 314с.
99. Ґрещук В.В. Південно-західні говори і мова художніх творів «Покутської трійці» / відп.ред. С.І. Хороб // «Покутська трійця» в загальноукраїнському літературному процесі кінця ХІХ-початку XX століття : Збірник наукових праць. — Івано-Франківськ: ВДВ ЦІТ ПНУС, 2006. — С.447-458.
100. Ґрещук В.В. Роль Івана Франка у формуванні єдиної української літературної мови / В.В. Ґрещук // Вісник Прикарпатського університету. Серія : Філологія. — Івано-Франківськ, 2006. — Вип.ХІ-ХІІ. — С.3-12.
101. Ґрещук В.В. Слово про вчителя / В.В. Ґрещук // Академік Арнольд Панасович Грищенко. — Полтава, 2006. — С.62-63.
102. Ґрещук В. Відприкметникові утворення / В.В. Ґрещук // Українська мова: енциклопедія / 3-є вид., випр. і доп. — К. : Вид-во «Укр. енциклопедія» ім. М.П. Бажана, 2007. — С.79-80.
103. Ґрещук В. Внесок Івана Ковалика в українське і слов'янське мовознавство / В.В. Ґрещук // Вісник Прикарпатського національного університету ім. В. Стефаника: Філологія. — Івано-Франківськ: ВДВ ЦІТ ПНУС, 2007. — Вип. Х У -Х У ІІІ: Ювілейний випуск на пошану 100-річчя від дня народження професора Івана Ковалика. — С .3-11.
104. Ґрещук В., Пославська В. Всеукраїнська наукова конференція «Іван Ковалик і сучасне мовознавство» / В.Ґрещук, В.Пославська // Українська мова. — К., 2007. — №4. — С .І02-110.
105. Ґрещук В. Дериватологічна концепція Івана Ковалика / В.В. Ґрещук // Іван Ковалик. Вчення про словотвір. Вибрані праці. — Івано-Франківськ — Львів : Місто НВ, 2007. — С.6-20.
106. Ґрещук В. «Із правдивою пошаною щиро відданий...» : листи Бодуена де Куртене до Івана Франка / В.В. Ґрещук // Україна. Тексти і контексти: книга на пошану професора Стефана Козака з нагоди його ювілею сімдесятиліття. — Варшава, 2007. — С.329-340.
107. Ґрещук В.В., Ґрещ ук В.В. Лемківський говір у трилогії Д. Бедзика «Украдені гори» / Василь Ґрещук, Валентина Ґрещук // Рідне слово в етнокультурному вимірі: матеріали Першої міжнародної науково-практичної конференції. — Дрогобич: Посвіта, 2007. т— С.58-65.
108. Ґрещук В. Назви абстрагованих ознак / В.В. Ґрещук // Українська мова: енциклопедія / 3-є вид., випр. і доп. — К.: Вид-во «Укр. енциклопедія» ім. М.П. Бажана, 2007. — С.391.
109. Ґрещук В., Василевич Г. Невтомний трудівник на ниві мовознавства / В.В. Ґрещук, Г.Я. Василевич // Ономастика і апелятиви. — Дніпропетровськ : Вид-во ДНУ. 2007. — Вип.31. — С.70-72.
110. Ґрещук В.В. Роль Івана Франка у формуванні єдиної української літературної мови / В.В. Ґрещук // Вісник Наукового Товариства імені Т.Шевченка. — 2007. — 4.2. — С.29-38.
111. Ґрещук В. Словотвір і полісемія слова / В.В. Ґрещук // Наукові записки Тернопільського національного педагогічного університету ім.В.Гнатюка. Серія : Мовознавство. — Тернопіль: Вид-воТНПУ, 2007. — №1(16). — С.245-254.
112. Ґрещук В. Учений. Педагог / В.В. Ґрещук // Краєзнавець Прикарпаття. — 2007. — №10, липень-грудень. — С.44-46.
113. Ґрещук В. Учений. Педагог. Людина / В.В. Ґрещук // Українська мова. — К., 2007. — №1, — С.82-86.
114. Ґрещук В. Взаємодія української літературної мови і південно-західних діалектів: мова новел Василя Стефаника / В.В. Ґрещук // Українознавчі студії. — Івано-Франківськ, 2007-2008. — №8-9. — С.3-13.
115. Ґрещук Василь, Ґрещук Валентина. Гуцульські діалектні риси у повісті A.Крушельницького «Рубають ліс» / Василь Ґрещук, Валентина Ґрещук, 2008. — 8.43-50.
116. Ґрещук В. Гуцульсько-покутські діалектні паралелі в мові новел Василя Стефаника / В.В. Ґрещук // Вісник Прикарпатського національного університету імені В.Стефаника : Філологія. — Івано-Франківськ: ВДВ ЦІТ ПНУС, 2008. — Вип.ХІХ-ХХ. — С .21 -26.
117. Ґрещук В. Дериваційно-релевантні параметри твірних / В.В. Ґрещук // На перехресті культур : збірник наукових праць на пошану Леоніда Рудницького з нагоди його 70-річчя. — Львів-Філадельфія, 2008. — С.405-414.
118. Листування Івана Франка та Бодуена де Куртене / переклад листів Бодуена де Куртене, підгот. до друку, вступ.ст. і прим. В. Ґрещука. — Івано-Франківськ : Плай, 2008. — 92 с.
119. Ґрещук В. Непересічна особистість (до 100-річчя від дня народження проф. Івана Ковалика) / В.В. Ґрещук // Українознавчі студії. — 2007- 2008. — №8-9. — С.491-493.
120. Ґрещук В. Невтомний трудівник на ниві мовознавства / B.В. Ґрещук // Українознавчі студії. — 2007-2008. — №8-9. — С.343-351.
121. Ґрещук В. Територіальні діалекти і мова художньої літератури: типологія зв’язків / В.В.Ґрещук // Матеріали VI Міжнародного конгресу україністів. Мовознавство: збірник наукових статей. — К.-Донецьк, 2008. — Кн.5. — С.429-440.